# Josef Rovenský
Josef Rovenský (Praga, 17 aprile 1894 – Praga, 5 novembre 1937) è stato un attore e regista ceco.
È apparso in 74 film tra il 1914 e il 1936. Recitò nel film Páter Vojtěch del 1929, che fu il debutto alla regia di Martin Frič.
Morì durante le riprese di Virginity. Secondo Otakar Vávra morì per un'overdose di cocaina. Il suo ultimo film Watchman No. 47 fu poi completato da Jan Sviták. 

## Filmografia

### Attore
Lista parziale.
- Tam na horách, regia di Sidney M. Goldin (1920)
- Tu ten kámen, regia di Karel Anton (1923)
- Kainovo znamení, regia di Oldrich Kmínek (1928)
- Páter Vojtěch, regia di Martin Frič (1929)
- Diario di una donna perduta (Tagebuch einer Verlorenen), regia di G.W. Pabst (1929)
- Legione bianca (Der Ruf des Nordens), regia di Nunzio Malasomma (1929)
- Das Mädel mit der Peitsche, regia di Carl Lamac (1929)
- Hríchy lásky, regia di Carl Lamac (1929)
- Kdyz struny lkají, regia di Friedrich Fehér (1930)
- Ein Mädel von der Reeperbahn, regia di Karl Anton (1930)
- Die Kaviarprinzessin, regia di Carl Lamac (1930)
- C. a k. polní marsálek, regia di Carl Lamac (1930)
- Chudá holka, regia di Martin Frič (1930)
- Dobrý voják Svejk, regia di Martin Frič (1931)
- To neznáte Hadimrsku, regia di Karel Lamač e Martin Frič (1931)
- Sestra Angelika, regia di Martin Frič (1932)
- Funebrák, regia di Karel Lamač (1932)
- Wehe, wenn er losgelassen, regia di Karel Lamač e Martin Frič (1932)
- S vyloucením verejnosti, regia di Martin Frič (1933)
- Revizor, regia di Martin Frič (1933)
- La figlia del reggimento (Die Tochter des Regiments o Die Regimentstochter), regia di Carl Lamac (1933)

### Regista
- Komediantka (1920)
- Setrelé písmo (1921)
- Deti osudu (1922)
- Tulákovo srdce (1922)
- Dùm ztraceného stestí (1928)
- Zivotem vedla je láska (1928)
- Amor giovane (Reka) (1933)
- Za ranních cervánku (1934)
- La romanza dei Tatra (Tatranská romance) (1934)
- Marisa (Marysa) (1935)
- Catene d'amore (Manja Valewska) (1936)
- Hlidac c.47 (1937)
- Pepitcha (1939)